# Nikolaus Thielen
Nikolaus Thielen (* 22. November 1901 in Sankt Sebastian (am Rhein); † 6. Januar 1944 im KZ Mauthausen) war ein deutscher Politiker (KPD).

## Leben und Wirken
Von 1908 bis 1916 besuchte Thielen die Volksschule. Danach wurde er zum Maschinisten ausgebildet. Von 1916 bis 1919 war er als Heizer, anschließend als Maschinist tätig. Durch die Inflation des Jahres 1923 wurde Thielen, der seit 1918 gewerkschaftlich organisiert war, arbeitslos. Er trat zunächst der Sozialdemokratischen Partei Deutschlands (SPD) bei. 1923 wechselte er zur Kommunistischen Partei Deutschlands (KPD) über, in der er in den folgenden Jahren zahlreiche Funktionärsposten übernahm. 1929 wurde Thielen zum Stadtverordneten in Vallendar gewählt. Außerdem wurde er Mitglied des Kreistages Koblenz-Land. Daneben fungierte er für seine Partei als Bezirksinstrukteur Koblenz-Trier-Eifel.
1932 wurde Thielen Unterbezirkssekretär der KPD in Koblenz. Im Juli 1932 wurde er als Kandidat für den Wahlkreis 20 (Köln-Aachen) in den Reichstag gewählt.
Nach dem Reichstagsbrand in der Nacht vom 27. zum 28. Februar 1933 entging Thielen dem allgemeinen Haftbefehl gegen alle kommunistischen Reichstagsabgeordneten, indem er ins Saargebiet floh. Die KPD-Bezirksleitung in Saarbrücken verlangte schließlich von Thielen, nach Berlin zurückzukehren, um sich dort an der Tätigkeit der illegalen Untergrund-KPD zu beteiligen. Nachdem er sich zunächst geweigert hatte, kehrte Thielen unter Androhung des Parteiausschlusses in die Reichshauptstadt zurück, wo er am 20. September 1934, einen Tag nach seiner Ankunft, zusammen mit drei anderen Kommunisten bei einem illegalen Treffen am Breitenbachplatz verhaftet wurde.
Am 2. Juli 1935 wurde er vom Volksgerichtshof wegen Vorbereitung eines hochverräterischen Unternehmens zu 15 Jahren Zuchthaus sowie zehn Jahren Ehrverlust verurteilt. Die Strafe verbüßte er im Zuchthaus Siegburg. Nach drei Jahren bemühte sich Thielens Frau Sophie um eine vorzeitige Entlassung aus der Haft, was vom Justizministerium abgelehnt wurde.
Am 18. November 1943 wurde Thielen ins Konzentrationslager Mauthausen überführt. Nach Angaben der KZ-Leitung soll er dort am 6. Januar 1944 an akuter Herzschwäche gestorben sein.

## Gedenken

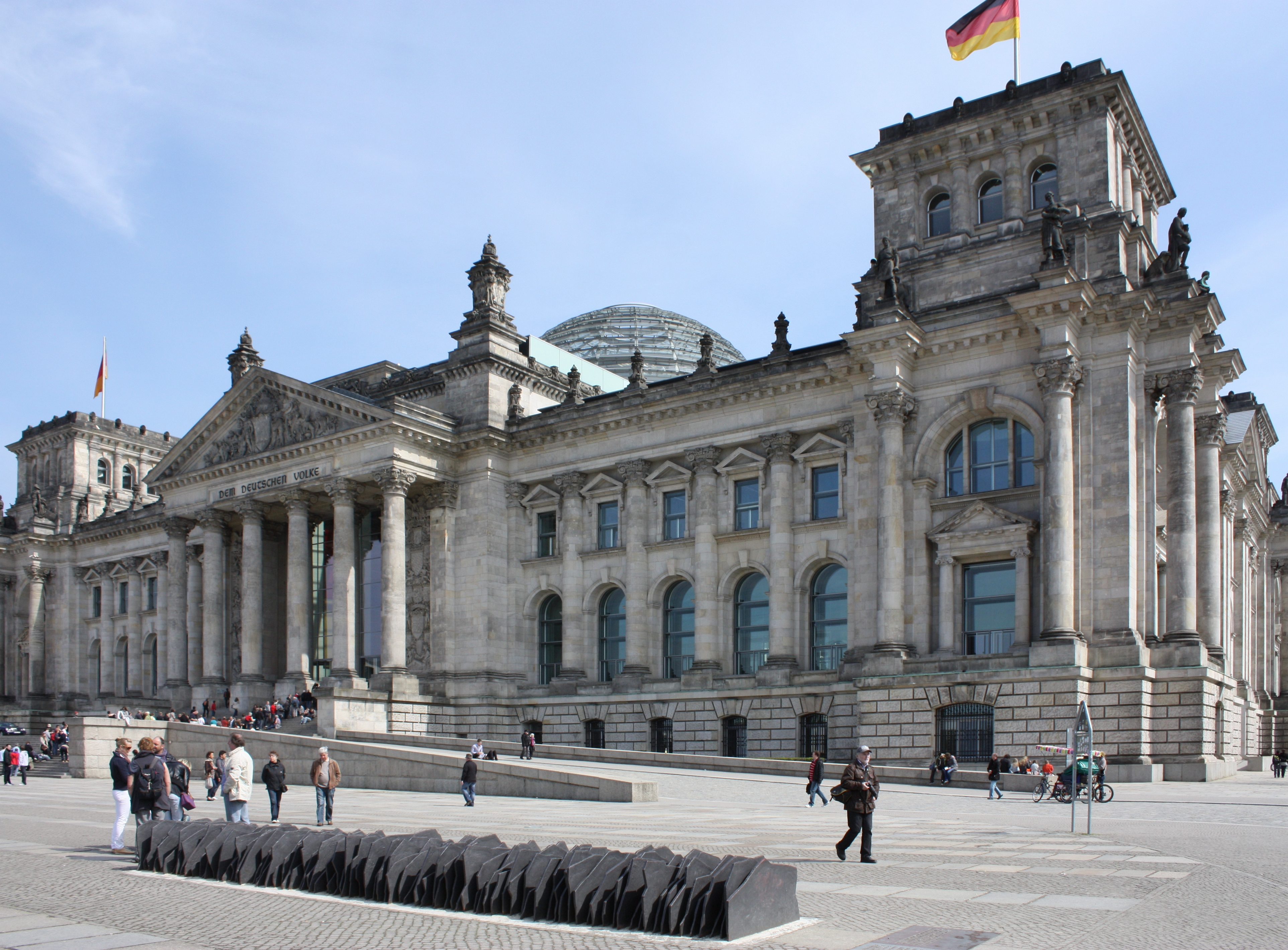
Gedenktafeln am Reichstag

Heute ist in Vallendar eine Straße nach Thielen benannt. Des Weiteren erinnert eine Gedenktafel vor dem Reichstagsgebäude an Thielen als Teil des Denkmals zur Erinnerung an 96 von den Nationalsozialisten ermordete Reichstagsabgeordnete.